# Plou i fa sol

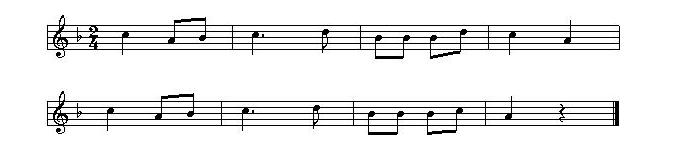
Partitura

Plou i fa sol (en castellano Llueve y hace sol) es una canción tradicional en lengua catalana de origen desconocido muy popular y extendida principalmente en Cataluña, pero también en otras regiones españolas como la Comunidad Valenciana y las islas Baleares, especialmente, entre los más pequeños al ser enseñada y cantada en los centros de educación infantil. La letra ha servido de inspiración para varios poetas, destacando especialmente la obra Quinze poemes: Porto la tarda recolzada al braç de Miquel Martí i Pol.
Se trata de una composición con compás binario. Su estructura es muy sencilla: frases (A y A') de cuatro compases cada una.

## Letra (original en catalán)
Plou i fa sol,
les bruixes es pentinen;
plou i fa sol,
les bruixes porten dol.

Letra en Mallorquín 
Plou i fa sol,
ses bruixes se pentinen.
Plou i fa sol
i surt es caragol

## Letra (traducción al castellano)
Llueve y hace sol,
las brujas se peinan;
Llueve y hace sol,
las brujas llevan luto.